# I-15-Klasse
Die I-15-Klasse (伊十五型潜水艦 I-jūgo-gata sensuikan, deutsch ‚U-Boot-Typ I-15‘) war eine U-Boot-Klasse der Kaiserlich Japanischen Marine im Zweiten Weltkrieg. Sie wurde auch als Typ-B1-U-Boot (巡潜乙型潜水艦 Junsen otsu-gata sensuikan, deutsch ‚U-Boot-Kreuzer Typ B‘) oder B1-Klasse bezeichnet.

## Geschichte
Die I-15-Klasse umfasste 20 U-Boote, und zwar I-15, I-17, I-19, I-21, I-23, I-25, I-26, I-27, I-28, I-29, I-30, I-31, I-32, I-33, I-34, I-35, I-36, I-37, I-38 und I-39. Sie wurden in der Zeit zwischen 1940 und 1943 in Dienst gestellt und waren bis 1945 im Einsatz. Es handelte sich um relativ große und schnelle U-Boote (über Wasser: 23,5 kn), die auch als U-Kreuzer bezeichnet wurden, Sie zeichneten sich durch hohe Zuladungskapazität und große Reichweite aus (über Wasser: 14.000 sm). Eine Besonderheit war, dass sie ein Wasserflugzeug, Typ Yokosuka E14Y, mitführen konnten.
Nur ein Boot dieser Klasse, I-36, überstand den Krieg.

## Antrieb
Der Antrieb erfolgte bei Überwasserfahrt durch zwei Dieselmotoren, mit einer Gesamtleistung von 12.400 PS (9120 kW), und bei Unterwasserfahrt durch Elektromotoren mit 2000 PS (1471 kW). Diese gaben ihre Leistung an zwei Wellen mit jeweils einer Schraube ab. Die Höchstgeschwindigkeit über Wasser betrug 23,5 kn (44 km/h) und unter Wasser 8 kn (15 km/h). Dies ermöglichte über Wasser eine Fahrstrecke von 14.000 sm (25.928 km) bei 16 kn und unter Wasser von 96 sm (177,8 km) bei 5,6 kn.

## Bewaffnung

### Torpedos
Die Hauptbewaffnung waren sechs Torpedorohre, alle im Bug, mit einem Durchmesser von 53,3 cm. Für diese konnten bis zu 17 Torpedos, wie solche des Typs 95, mitgeführt werden.

### Artillerie
Die Artilleriebewaffnung bestand aus einem 14-cm-Deckgeschütz mit Kaliberlänge 40 Typ 11. Diese 1924 eingeführte Waffe hatte ein Gewicht von 3900 kg und eine Feuerrate von rund fünf Schuss pro Minute. Es konnte eine 38 Kilogramm schwere Granate bis zu 16 km weit schießen und war hinter dem Brückenturm aufgestellt.

### Flugabwehr
Die Flugabwehrbewaffnung bestand aus zwei 2,5-cm-Maschinenkanonen des Typ 96 in Doppellafette, welche auf dem Brückenturm aufgestellt waren. Die 2,5-cm-Maschinenkanonen verschossen im Einsatz rund 110 bis 120 Schuss pro Minute, die effektive Reichweite lag bei etwa 3 Kilometern bei 85° Rohrerhöhung. Die 1,1 t schwere Zwillingslafette war um 360° drehbar und hatte einen Höhenrichtbereich von −10° bis +85°.

## Liste der Boote
| Bau-Nr.        | Name                                                               | Bauwerft                                                           | Kiellegung                                                         | Stapellauf                                                         | Indienststellung                                                   | Verbleib |
| Maru 3 Keikaku | Maru 3 Keikaku                                                     | Maru 3 Keikaku                                                     | Maru 3 Keikaku                                                     | Maru 3 Keikaku                                                     | Maru 3 Keikaku                                                     | Maru 3 Keikaku |
| -------------- | ------------------------------------------------------------------ | ------------------------------------------------------------------ | ------------------------------------------------------------------ | ------------------------------------------------------------------ | ------------------------------------------------------------------ | --- |
| 37             | I-15                                                               | Marinewerft Kure                                                   | 25. Januar 1938                                                    | 7. März 1939                                                       | 30. September 1940                                                 | versenkt nach dem 3. November 1942                                                                                        |
| 38             | I-17                                                               | Marinewerft Yokosuka                                               | 25. August 1937                                                    | 12. November 1938                                                  | 31. Januar 1941                                                    | versenkt am 19. August 1943 durch neuseeländi. Minensuchboot HMNZS Tui, südlich von Neukaledonien                         |
| 39             | I-19                                                               | Mitsubishi, Kōbe                                                   | 15. März 1938                                                      | 16. September 1939                                                 | 28. April 1941                                                     | versenkt am 25. November 1943                                                                                             |
| 40             | I-21                                                               | Kawasaki, Kōbe                                                     | 7. Januar 1939                                                     | 24. Februar 1940                                                   | 15. Juli 1941                                                      | versenkt nach dem 27. November 1943                                                                                       |
| 41             | I-23                                                               | Marinewerft Yokosuka                                               | 8. Dezember 1938                                                   | 24. November 1939                                                  | 27. September 1941                                                 | versenkt nach dem 14. Februar 1942                                                                                        |
| 42             | I-25                                                               | Mitsubishi, Kōbe                                                   | 3. Februar 1939                                                    | 8. Juni 1940                                                       | 15. Oktober 1941                                                   | versenkt nach dem 23. August 1943                                                                                         |
| 43             | Auftrag annulliert und Mittel zum Bau der Yamato-Klasse verwendet. | Auftrag annulliert und Mittel zum Bau der Yamato-Klasse verwendet. | Auftrag annulliert und Mittel zum Bau der Yamato-Klasse verwendet. | Auftrag annulliert und Mittel zum Bau der Yamato-Klasse verwendet. | Auftrag annulliert und Mittel zum Bau der Yamato-Klasse verwendet. | Auftrag annulliert und Mittel zum Bau der Yamato-Klasse verwendet.                                                        |
| Maru 4 Keikaku |                                                                    |                                                                    |                                                                    |                                                                    |                                                                    | |
| 139            | I-26                                                               | Marinewerft Kure                                                   | 7. Juni 1939                                                       | 10. April 1940                                                     | 6. November 1941                                                   | versenkt nach dem 27. Oktober 1944                                                                                        |
| 140            | I-27                                                               | Marinewerft Sasebo                                                 | 5. Juli 1939                                                       | 6. Juni 1940                                                       | 24. Februar 1942                                                   | versenkt am 12. Februar 1944                                                                                              |
| 141            | I-28                                                               | Mitsubishi, Kōbe                                                   | 25. September 1939                                                 | 17. Dezember 1940                                                  | 6. Februar 1942                                                    | versenkt am 17. Mai 1942                                                                                                  |
| 142            | I-29                                                               | Marinewerft Yokosuka                                               | 20. September 1939                                                 | 29. September 1940                                                 | 27. Februar 1942                                                   | versenkt am 26. Juli 1944                                                                                                 |
| 143            | I-30                                                               | Marinewerft Kure                                                   | 7. Juni 1939                                                       | 17. September 1940                                                 | 28. Februar 1942                                                   | gesunken am 13. Oktober 1942 nach Minentreffer                                                                            |
| 144            | I-31                                                               | Marinewerft Yokosuka                                               | 6. Dezember 1939                                                   | 13. März 1941                                                      | 30. Mai 1942                                                       | versenkt am 13. Mai 1943                                                                                                  |
| 145            | I-32                                                               | Marinewerft Sasebo                                                 | 20. Januar 1940                                                    | 17. Dezember 1940                                                  | 26. April 1942                                                     | versenkt am 24. März 1943                                                                                                 |
| 146            | I-33                                                               | Mitsubishi, Kōbe                                                   | 1. April 1940                                                      | 1. Mai 1941                                                        | 10. Juni 1942                                                      | gesunken am 26. September 1942 und später gehoben, wieder gesunken am 13. Juni 1944, am 28. Juni 1953 zum Abbruch gehoben |
| 147            | I-34                                                               | Marinewerft Sasebo                                                 | 9. Januar 1941                                                     | 24. September 1941                                                 | 31. August 1942                                                    | versenkt am 13. November 1943                                                                                             |
| 148            | I-35                                                               | Mitsubishi, Kōbe                                                   | 2. September 1940                                                  | 24. September 1941                                                 | 31. August 1942                                                    | versenkt am 22. November 1943                                                                                             |
| 149            | I-36                                                               | Marinewerft Yokosuka                                               | 4. Dezember 1940                                                   | 1. November 1941                                                   | 30. September 1942                                                 | Außerdienststellung am 30. November 1945, versenkt am 1. April 1946                                                       |
| 150            | I-37                                                               | Marinewerft Kure                                                   | 7. Dezember 1940                                                   | 22. Oktober 1941                                                   | 10. März 1943                                                      | versenkt am 19. November 1944                                                                                             |
| 151            | I-38                                                               | Marinewerft Sasebo                                                 | 19. Juni 1941                                                      | 15. April 1942                                                     | 31. Januar 1943                                                    | versenkt am 12. November 1944                                                                                             |
| 152            | I-39                                                               | Marinewerft Sasebo                                                 | 19. Juni 1941                                                      | 15. April 1942                                                     | 22. April 1943                                                     | versenkt am 16. November 1943                                                                                             |
| 153            | Auftrag annulliert und Mittel zum Bau der Yamato-Klasse verwendet. | Auftrag annulliert und Mittel zum Bau der Yamato-Klasse verwendet. | Auftrag annulliert und Mittel zum Bau der Yamato-Klasse verwendet. | Auftrag annulliert und Mittel zum Bau der Yamato-Klasse verwendet. | Auftrag annulliert und Mittel zum Bau der Yamato-Klasse verwendet. | Auftrag annulliert und Mittel zum Bau der Yamato-Klasse verwendet.                                                        |